# Rachid O.
Rachid O., pseudonimo di Abdellah Oubaid (Rabat, 1970), è uno scrittore marocchino.

## Biografia
Ha studiato in Marocco, per poi trasferirsi in Francia. Ha esordito a venticinque anni con il romanzo Il bambino incantato, accolto con grande favore dalla critica letteraria francese. Tema centrale della sua produzione letteraria è il rapporto tra il mondo islamico e l'omosessualità. Ha cosceneggiato il film del 2017 del suo amico Gaël Morel, Prendre le large, interpretato da Sandrine Bonnaire.

## Opere
- Il bambino incantato (L'enfant ébloui, Gallimard 1995). Playground editore 2006, ISBN 8889113162
- Tante vite (Plusieurs vies, Gallimard 1996). Playground editore 2007, ISBN 9788889113318
- Cioccolata calda (Chocolat chaud, Gallimard 1998). Playground editore
- Quel che resta (Ce qui reste, Gallimard 2003). Playground editore 2008 ISBN 9788889113356
- Analphabètes, Gallimard, 2013.